# Gustavo Chara
Gustavo Adolfo Chará Valois (Candelaria, Colombia; 26 de marzo de 1996) es un conocido futbolista colombiano. Juega como defensa en el Hapoel Afula de la Liga Leumit de Israel.

## Clubes
| Club                 | País     | Año         | PJ | Goles |
| -------------------- | -------- | ----------- | -- | ----- |
| Deportivo Cali       | Colombia | 2017        | 1  | 0     |
| Tauro                | Panamá   | 2018        | 42 | 2     |
| Deportivo Cali       | Colombia | 2019        | 4  | 0     |
| Santa Fe             | Colombia | 2019        | 0  | 0     |
| Atlético Bucaramanga | Colombia | 2020        | 5  | 0     |
| Tauro                | Panamá   | 2021 - 2023 | 53 | 2     |
| Mosta                | Malta    | 2023 - 2024 | 2  | 0     |
| Hapoel Afula         | Israel   | 2024 - Act. | 2  | 0     |

## Palmarés

### Títulos nacionales
| Título       | Club  | País   | Año  |
| ------------ | ----- | ------ | ---- |
| LPF Apertura | Tauro | Panamá | 2018 |
| LPF Clausura | Tauro | Panamá | 2021 |